# Maï Talakia
Maï Talakia (auch: Maïtalakia, Métélékia, Métélékiya) ist ein Dorf in der Stadtgemeinde Filingué in Niger.

## Geographie
Das von einem traditionellen Ortsvorsteher (chef traditionnel) geleitete Dorf liegt am Rand des Trockentals Dallol Bosso. Es befindet sich rund 32 Kilometer nördlich des Stadtzentrums von Filingué, der Hauptstadt des gleichnamigen Departements Filingué, das zur Region Tillabéri gehört. Zu den Siedlungen in der näheren Umgebung von Maï Talakia zählen Iskita und Tanchiley im Nordosten sowie Takoussa im Süden.
Es herrscht das Klima der Sahelzone vor, mit einer durchschnittlichen jährlichen Niederschlagsmenge zwischen 300 und 400 mm.

## Geschichte
Das Dorf Maï Talakia wurde 1922 gegründet. Im Dürrejahr 1973 nahm Maï Talakia Fulbe-Viehzüchter aus Sanam auf, die gezwungen waren hier Feldarbeit zu verrichten.

## Bevölkerung
Bei der Volkszählung 2012 hatte Maï Talakia 2249 Einwohner, die in 353 Haushalten lebten. Bei der Volkszählung 2001 betrug die Einwohnerzahl 897 in 119 Haushalten und bei der Volkszählung 1988 belief sich die Einwohnerzahl auf 2177 in 302 Haushalten.

## Wirtschaft und Infrastruktur
Es gibt eine Schule im Dorf.